# Judicaël de Vannes
Pour les articles homonymes, voir Judicaël.
Judicäel de Vannes (? - mort en 1037), fils du duc de Bretagne Conan Ier, fut évêque de Vannes de 992/1008 à 1037.

## Biographie
Judicäel est le fils du duc de Bretagne Conan Ier et sans doute le demi-frère de Geoffroi Ier, héritier du trône de Bretagne, et de Judith, duchesse de Normandie, épouse de Richard II de Normandie et mère de Richard III de Normandie et de Robert le Magnifique. 
Le prédécesseur de Judicäel sur le siège épiscopal de Vannes est Orscand le Grand, descendant d'Alain le Grand, qui en 970 contrôle de facto le Vannetais pour le compte de son allié Conan Ier, père de Judicäel. Selon une interprétation discutable d'Arthur de la Borderie, au cours de la minorité de son neveu, le duc Alain III une révolte nobiliaire aurait tenté de l'installer sur le trône des ducs de Bretagne.
Lors des invasions normandes du début du Xe siècle, l'Abbaye de Saint-Gildas de Rhuys est détruite. À la demande de son frère, le duc Geoffroy Ier, Félix, moine de l'Abbaye de Saint-Benoît-sur-Loire, la reconstruit. Commencée en 1008, la reconstruction s'achève en 1032 par la consécration de l'église par Judicaël.